# Campeonato Europeu de Hóquei em Patins Masculino de 2016
O Campeonato Europeu de Hóquei em Patins Masculino de 2016 foi a 52ª edição do Campeonato Europeu de Hóquei em Patins, um torneio de seleções nacionais de hóquei em patins organizado pelo CERH, que está agendado para entre 11 e 16 de julho, em Oliveira de Azeméis, Portugal. a Itália era o país campeão, depois de vencer o torneio de 2014. Oito equipas nacionais, competiram no torneio cuja edição foi vencida pelo país anfitrião, Portugal.

## Local
Todos os jogos do torneio foram jogado no Pavilhão Dr. Salvador Machado, em Oliveira de Azeméis com capacidade para 2.300 espetadores.

## Equipas
As oito equipas que competiram no torneio:
| Pais       | Participações | Última Participação | Melhores Resultados |
| ---------- | ------------- | ------------------- | --- |
| Austria    | 7             | 2010                | 8º Lugar (2010) |
| Inglaterra | 51            | 2012                | Campeão (1926, 1927, 1928, 1929, 1930, 1931, 1932, 1934, 1936, 1937, 1938, 1939)                                                 |
| França     | 51            | 2014                | Vice-campeão (1926, 1927, 1928, 1930, 1931)                                                                                      |
| Alemanha   | 48            | 2014                | Vice-campeão (1932, 1934) |
| Itália     | 50            | 2014                | Campeão (1953, 1990, 2014) |
| Portugal   | 47            | 2014                | Campeão (1947, 1948, 1949, 1950, 1952, 1956, 1959, 1961, 1963, 1965, 1967, 1971, 1973, 1975, 1977, 1987, 1992, 1994, 1996, 1998) |
| Espanha    | 39            | 2014                | Campeão (1951, 1954, 1955, 1957, 1969, 1979, 1981, 1983, 1985, 2000, 2002, 2004, 2006, 2008, 2010, 2012)                         |
| Suiça      | 52            | 2014                | Vice-campeão (1937, 2006) |

## Árbitros
O completo árbitro equipes foram anunciadas em 5 de fevereiro de 2016.
| País              | Árbitros                        |
| ----------------- | ------------------------------- |
| Portugal          | Rui Torres Paulo Rainha         |
| Espanha           | Óscar Valverde Francisco Garcia |
| Itália            | Franco Ferrari Matteo Galoppi   |
| França Inglaterra | Xavier Jacquart Derek Bell      |
| Alemanha Suíça    | Thomas Ullrich. Roland Eggimann |

## Fase de Grupo
As 8 equipas foram divididas em dois grupos, cada grupo com 4 equipas.

## Primeira rodada
Todas as equipes avançam para as quartas-de-final.
Todos os horários são Portugal, Horário de Verão (UTC+01:00).

### Grupo A
| Equipa     | Pld | W | D | L | GF | GA | GD  | Pts |
| ---------- | --- | - | - | - | -- | -- | --- | --- |
| Itália     | 3   | 2 | 1 | 0 | 21 | 3  | +18 | 7   |
| França     | 3   | 1 | 1 | 0 | 7  | 4  | +3  | 7   |
| Alemanha   | 3   | 1 | 0 | 2 | 5  | 15 | -10 | 3   |
| Inglaterra | 3   | 0 | 0 | 3 | 2  | 13 | -11 | 0   |

| 11/07/2016 | Alemanha             | 2-3 | França                                        | Pavilhão Dr. Salvador Machado, Oliveira de Azeméis  |
| 15:00      | L. Karschau 33', 39' |     | Carlo Di Benedetto 5', 5' · Florent David 37' | Árbitro: Francisco Garcia, Óscar Valverde (Espanha) |

### Grupo B
| Equipa   | Pld | W | D | L | GF | GA | GD  | Pts |
| -------- | --- | - | - | - | -- | -- | --- | --- |
| Portugal | 3   | 3 | 0 | 0 | 28 | 2  | +26 | 9   |
| Espanha  | 3   | 2 | 0 | 1 | 21 | 7  | +14 | 6   |
| Suíça    | 3   | 1 | 0 | 2 | 5  | 17 | -12 | 3   |
| Áustria  | 3   | 0 | 0 | 3 | 2  | 30 | -28 | 0   |

## Classificação Final
| Classificação | Equipa     |
| ------------- | ---------- |
| 1st           | Portugal   |
| 2nd           | Itália     |
| 3rd           | Espanha    |
| 4             | Suíça      |
| 5             | França     |
| 6             | Alemanha   |
| 7             | Inglaterra |
| 8             | Áustria    |